# Bobowiska
Bobowiska – wieś w Polsce położona w województwie lubelskim, w powiecie puławskim, w gminie Markuszów. Położona jest na Wysoczyźnie Lubartowskiej.
Wieś stanowi sołectwo gminy Markuszów. Według Narodowego Spisu Powszechnego z roku 2011 wieś liczyła 166 mieszkańców.
Wierni Kościoła rzymskokatolickiego należą do parafii św. Józefa w Markuszowie.

## Historia
Wieś wzmiankowana była w drugiej połowie XVII wieku.
Wedle Słownika Geograficznego Królestwa Polskiego (tom XV, wyd. 1900) Bobowiska były wsią w powiecie nowoaleksandryjskim. W 1827 roku liczyła 56 miast.
W latach 1975–1998 miejscowość administracyjnie należała do ówczesnego województwa lubelskiego.